# Centre régional de restauration et de conservation des œuvres d'art
Le Centre régional de restauration et de conservation des œuvres d'art est un établissement localisé à Vesoul, en Franche-Comté, qui est chargé de restaurer des œuvres d'art privées et publiques.
Doté de plus de 2 000 m2 d'ateliers, l'établissement intervient dans quatre domaines que sont la sculpture, la peinture, le textile et le mobilier.

## Description
Il est fondé en 1985 par le conseil général de la Haute-Saône et le conseil régional de Franche-Comté,. Il s'agit d'une association loi de 1901.
Le centre est situé à proximité du quartier du Montmarin et des Rêpes, dans le nord de la ville de Vesoul. L'adresse postale est 5A route de Saint-Loup. Le centre se trouve au sein du bâtiment Espace 70, un immeuble de bureaux abritant des services départementaux.
Il est l'un des 6 centres de restauration français. Composé d'une dizaine d'employés environ, le centre collabore avec plusieurs autres centres et laboratoires français de restaurations d'art.
Le centre possède plusieurs compétences : les photographies générales et de détails, radiographie X, l'observation et enregistrement sous rayonnement ultraviolet, l'observation et enregistrement en lumière rasante, la macro et microphotographie, les prélèvements de lames-minces soit au scalpel, soit au micro-tome, l'identification des bois par reconnaissance de leur structure microscopique,.

## Ateliers
L'établissement est constitué de plus de 2 000 m2 d'ateliers et de laboratoires climatisés,,.
Il compte 4 ateliers différents :
- l'atelier sculpture : objets en bois, bois polychromé et doré, pierre, terre cuite, terre crue, plâtre, cire[11] ;
- l'atelier mobilier : les meubles (marquetés, sculptés, laqués, dorés et cirés), les sièges, les retables, la structure des cadres, lambris, boiseries[12] ;
- l'atelier peinture : toile, bois ou dérivés, papier, carton, plaque de métal[13] ;
- l'atelier textile : tapisseries, tapis, drapeaux et bannières, textiles de mobilier, textiles archéologiques, costumes et accessoires de mode, militaires, liturgiques, de poupées, de marionnettes[14].

## Administration

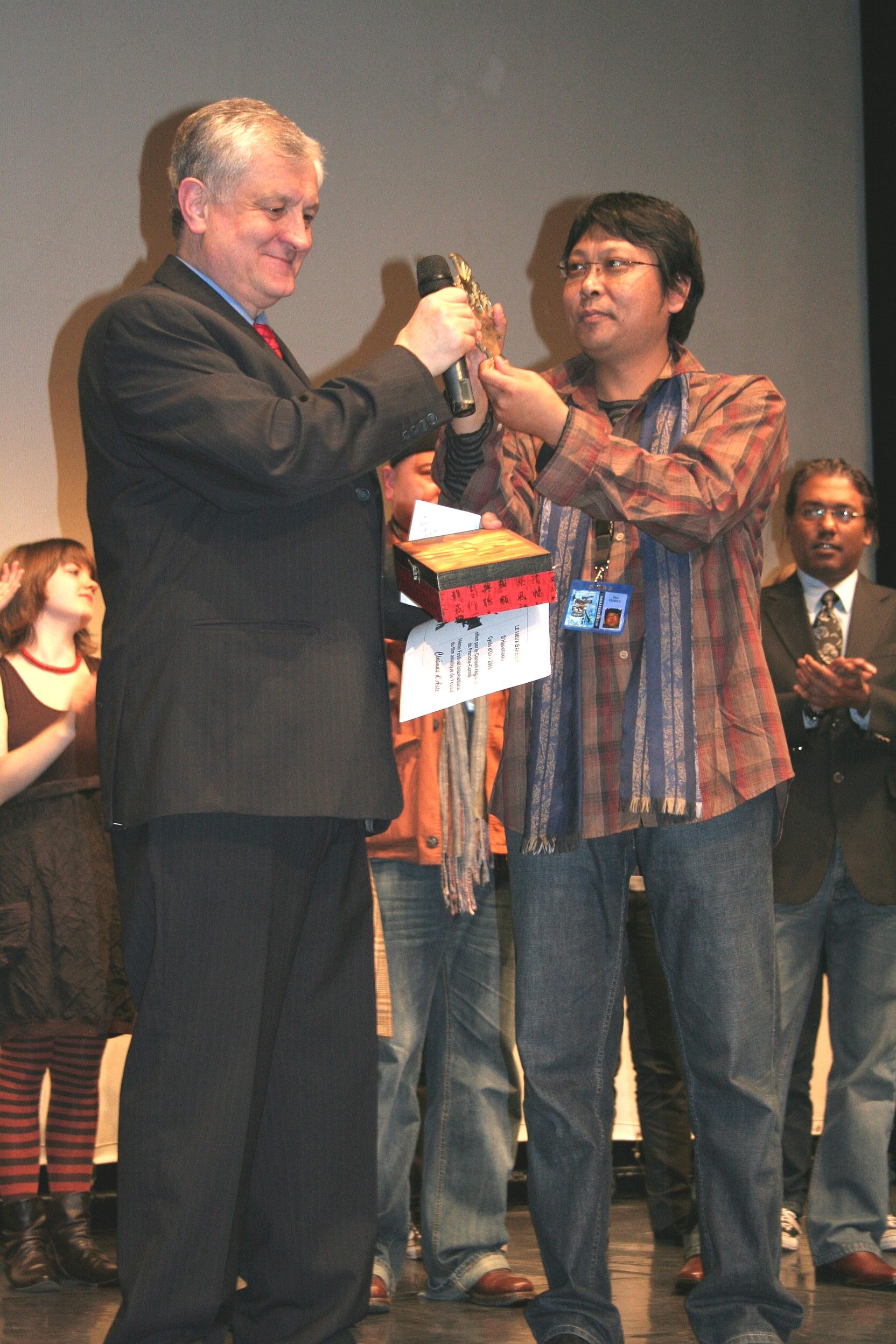
Loïc Niepceron au festival international des cinémas d'Asie de Vesoul de 2008.

Ayant le statut d'associations, le centre est géré par un président et un directeur.

### Présidents
L'établissement est présidé depuis 1998 par Loïc Niepceron, homme politique socialiste ayant notamment été maire de Vesoul de 1989 à 1995, conseil général du canton de Vesoul-Est de 1988 à 1994 et conseiller régional de Franche-Comté de 2010 à 2015. Il fut précédé de Bernard Joly entre 1985 et 1998, qui a été sénateur de la Haute-Saône entre 1995 et 2004.
- 1985 - 1998 : Bernard Joly.
- depuis 1998 : Loïc Niepceron.

### Directeurs
Aubert Gérard a été directeur depuis la création du centre en 1985 jusqu'en 2022, soit pendant 37 années. Olivier Steib le remplaça dès 2022.
- 1985 - 2022 : Aubert Gérard
- depuis 2022 : Olivier Steib